# Stade municipal Nuevo Pepico-Amat
Le stade municipal Nuevo Pepico-Amat (en espagnol : Estadio Municipal Nuevo Pepico Amat) est un stade de football situé dans la ville d'Elda en Espagne. Le CD Eldense en est le club résident depuis son inauguration. Le stade, doté d'une capacité de 5 776 places, est classé 2 étoiles par l'UEFA.
Le stade porte le nom de José Amat Cerdán, mieux connu sous le nom Pepico Amat, footballeur et entraîneur de football et de basket né et mort à Elda.

## Histoire
La construction du stade commence début 2011 et est financé par le Plan Confianza de la Généralité valencienne à hauteur de 4,5 millions d'euros.
Le Stade Nuevo Pepico Amat est inauguré en septembre 2012, remplaçant ainsi l'ancien stade du même nom, le Pepico Amat, inauguré en 1964.
Le 30 septembre 2012, le stade accueille son premier match officiel. Cette rencontre oppose le CD Eldense au CF Borriol, dans le cadre de la Tercera División. Devant 1 800 personnes, le match se termine sur une victoire 1-0 des locaux. Cristian Algaba inscrit le seul but de la rencontre, devenant ainsi le premier buteur de l'histoire du stade.
En 2021, le stade, qui utilisé jusqu'alors du gazon artificiel, opte pour du gazon naturel.
En juillet 2023, à la suite de la promotion du CD Eldense en Segunda División après 59 ans d'absence, la municipalité d'Elda et le club ont conclu un accord pour la cession totale du stade au CD Eldense. Cet accord permet au club d'utiliser le stade de manière exclusive, contrairement à l'utilisation partagée précédente, qui incluait d'autres activités sportives et municipales. Cette décision vise à faciliter l'adaptation du stade aux exigences de LaLiga pour le football professionnel, en vue de la saison 2023-2024, avec un premier match à domicile prévu le 27 août 2023 contre la SD Eibar. Le club prend en charge les travaux de modernisation, qui incluent l'installation de gradins supplémentaires, un nouveau tableau d'affichage, ainsi que des améliorations des vestiaires, de la salle de presse et de l'éclairage, afin de répondre aux normes de la Segunda División,.

## Contexte autour du nom du stade
Une polémique sur le nom du stade éclate peu avant son inauguration. Initialement, le club choisit de baptiser le stade du nom de son ancien président, Luis Cremades Vicedo, figure emblématique du club ayant dirigé l’équipe pendant 14 saisons. Cependant, la municipalité d'Elda, propriétaire du stade, insiste pour conserver le nom de "Nuevo Pepico Amat", en hommage à José Amat Cerdán, un ancien joueur et entraîneur du club.
Le conseiller des Sports, Alberto García, intervient publiquement pour clarifier la situation. Il souligne que, puisque le stade est municipal, seul la municipalité peut décider du nom. Bien que l'initiative du club soit appréciée, cela ne modifie pas la décision de conserver le nom historique du Pepico Amat, utilisé depuis 1994. Cependant, Eldense accepte cette décision après avoir été informé de la position du conseil municipal.